# The Bowery Bishop
The Bowery Bishop est un film muet américain réalisé par Colin Campbell et sorti en 1924.

## Fiche technique
- Réalisation : Colin Campbell
- Scénario : Alexander Irvine, d'après son histoire
- Photographie : A.G. Heimerl
- Date de sortie :
  - États-Unis : 30 août 1924

## Distribution
- Henry B. Walthall : Norman Strong
- Leota Lorraine : Sybil Stuyvesant
- George Fisher : Philip Foster
- Lee Shumway : Tim Brady
- Edith Roberts : Venitia Rigola
- William Ryno : Tony Rigola
- Norval MacGregor : Mr. Kindly
- Billy Rinaldi : le petit garçon